# رودي فيليبس
رودي فيليبس (بالإنجليزية: Rudy Phillips)‏ هو لاعب كرة القدم الكندية أمريكي، ولد في 25 فبراير 1958 في دالاس في الولايات المتحدة.

## وصلات خارجية
- رودي فيليبس على موقع JustSportsStats.com (الإنجليزية)